# Hochbuchberg (Mühlviertel)
Der Hochbuchberg ist ein 836 m ü. A. hoher Berg in der Marktgemeinde Pabneukirchen im Bezirk Perg in Oberösterreich.
Der nach dem Koglerberg (882 m ü. A.) zweithöchste Berg in der Gemeinde wird auch als Dach des Strudengaus bezeichnet und gilt als das Wahrzeichen und als Hausberg von Pabneukirchen. Er dient als Erholungs- und Ausflugsgebiet und wird durch einen um den Berg führenden Wanderweg mit mehreren Aussichtspunkten erschlossen, die Ausblick auf die umliegenden Gemeinden bieten.

## Lage und Umgebung
Der Hochbuchberg befindet sich in der Ortschaft Wetzelsberg und kann über den Güterweg Hochbuchberg befahren werden. Der Berg ist mit drei Bauernhöfen besiedelt – zwei davon (Unterbuchberger, Mitterbuchberger) befinden sich am Fuße des Berges, der Dritte (Hochbuchberger) ist knapp unter dem Gipfel angesiedelt.

## Geschichte
In der Marktchronik von Pabneukirchen heißt es: Am 24. Juli 1898 feierliche Eröffnung der Kaiserwarte am Hochbuchberg (hat Pfarrer Dr. Vinzenz Koberger auf seine Kosten erbauen lassen). Am 1. Juni 1904 schlug ein Blitz in die Kaiserwarte ein und zertrümmerte vier Säulen auf der Nordwestseite und drei Säulen der Südostseite. Daraufhin wurde der Turm rot angestrichen und es wurden Blitzableiter angebracht. Die Kosten hierfür wurden wiederum von Pfarrer Koberger getragen. 2008 wurde die Errichtung einer „Strudengauwarte“ (Wiedererrichtung der ehemaligen Kaiserwarte) am Hochburgberg diskutiert.

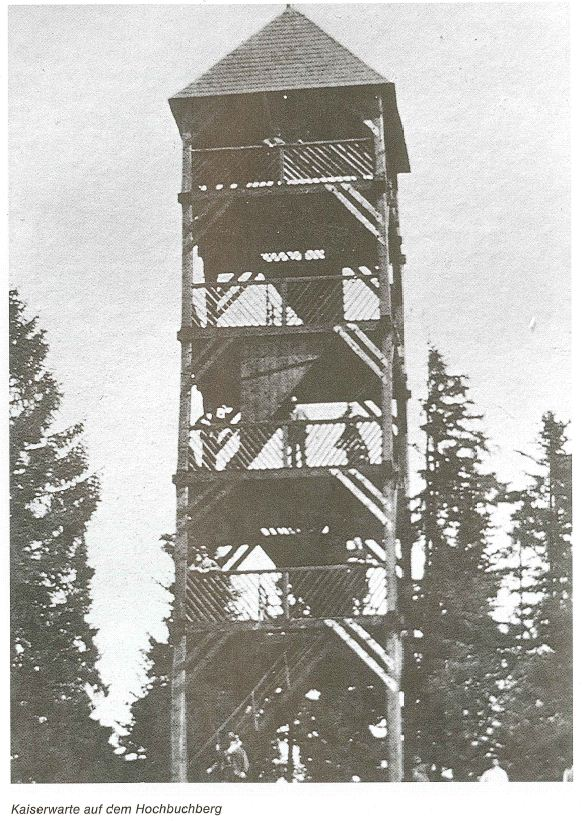
Kaiserwarte am Hochbuchberg, 1898

## Sagen und Legenden
Laut einer Sage soll das Innere des Hochbuchbergs einen mächtigen See in sich bergen, dessen Wasser hervorbrechen und die Gegend überfluten könnte:

„Eines schönen Tages im vorigen Jahrhundert ging ein Bauer, der in der Nähe des Hochbuchberges wohnte, zu seinem Schwager nach Bad Kreuzen. Dort wollte er erstens einmal seiner Schwester einen Besuch abstatten und zweitens einen Handel anbahnen. Eine gute Milchkuh wollte er in absehbarer Zeit erwerben, und sein Schwager verstand etwas davon. Nach dem Mittagessen ging er von daheim weg, und am halben Nachmittag erreichte er sein Ziel. Viel gab es vorerst zu erzählen, und so verging die Zeit wie im Flug. Nach einer ausgiebigen Jause wurde noch über die Wirtschaft gesprochen und in Haus und Stall Umschau gehalten. Sein Schwager verriet ihm einige günstige Käufe, und über dieses angeregte Gespräch war es Nacht geworden. Nun verabschiedete er sich und machte sich auf den Heimweg.Es war eine stockfinstere Neumondnacht. Der Bauer kannte aber den Weg, außerdem war er nicht ängstlich. Als er in die Nähe des Hochbuchberges und seines Anwesens kam, hörte er unvermittelt ein dumpfes Grollen. Er blieb stehen und horchte in die finstere Nacht hinein. Als es wieder ruhig geworden war, setzte er etwas schneller seinen Weg fort. Doch plötzlich drang ein noch stärkeres Grollen und Rauschen an sein Ohr. Es kam ganz deutlich vernehmbar aus dem Hochbuchberg. Erschrocken eilte er nach Hause. Daheim empfingen ihn seine Frau, die Kinder und die Dienstboten in höchster Aufregung und Furcht. Am ganzen Körper zitternd, erzählten sie vom vorhin Erlebten. Auch der Bauer berichtete von seinem Erlebnis. Allen war die Angst ins Gesicht geschrieben. Sie verschlossen Hof- und Haustür, konnten aber die ganze Nacht kein Auge zutun, zu groß war ihre Aufregung und Angst. Als am nächsten Tag, einem herrlichen Frühlingstag, die Bewohner der Gegend um den Hochbuchberg sich trafen, galt ihr Gespräch nur dem Ereignis der vergangenen Nacht. Seit dieser Zeit erzählt man, dass im Hochbuchberg ein See sein soll. Eines Tages, in unbekannter Zukunft, wird dieser See hervorbrechen und ganz Pabneukirchen überschwemmen“

## Erholungsgebiet
Der beschilderte Wanderweg Hubertus-Hochbuchberg-Rundweg -- Ausblick vom Pabneukirchner Hausberg führt über den Hochbuchberg.
Der Marktblick auf 755 m ü. A. und der Alpenblick auf 835 m ü. A. sind Aussichtsplattformen mit Rastplätzen und mit aus Holz und Stahl gefertigten Panoramatafeln, auf welchen die umliegenden Gemeinden und Berge aufgezeichnet und beschrieben sind.

### Vinzenz-Koberger-Stein

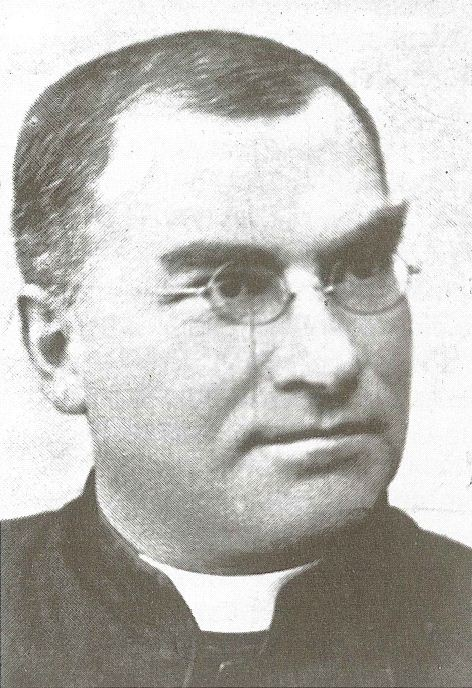
Dechant Vinzenz Koberger (1890–1924)

Der Stein wurde nach Vinzenz Koberger (1890–1924) benannt, der ab 1899 Dechant in Pabneukirchen war und 1902 aufgrund seiner patriotischen Gesinnung und der humanitären Betätigung nach den großen Bränden in Riedersdorf 1899 und Pabneukirchen 1899 und 1907 die Ehrenbürgerschaft der Marktgemeinde Pabneukirchen erhalten hatte.